# فيوريكا سوسانو
فيوريكا سوسانو (Viorica Susanu) هي لاعبة أولمبية لرياضة تجديف من رومانيا. شاركت في الأولمبياد الصيفي في 2000–2008، وفازت بما مجموعه 5 ميداليات.

## الميداليات
| ذهب | فضة | برونز | المجموع |
| 4   | 0   | 1     | 5       |

## روابط خارجية
- فيوريكا سوسانو على موقع الاتحاد الدولي للتجديف (الإنجليزية)
- فيوريكا سوسانو على موقع اللجنة الأولمبية الدولية (الإنجليزية)
- فيوريكا سوسانو على موقع أوليمبيديا (الإنجليزية)
- فيوريكا سوسانو على موقع اللجنة الأولمبية الرومانية (الرومانية)